# ホアキン・ドミンゲス・ベッケル
ホアキン・ドミンゲス・ベッケル（Joaquín Domínguez Bécquer、1817年9月25日 - 1879年7月26日）はスペインの画家である。主に風俗画を描いた。

## 略歴
セビリアで生まれた。スペイン領ネーデルラントを出自とする名門の家族の出身で、もともとの姓は「Becker」と綴った。兄のホセ・ドミンゲス・ベッケル(José Domínguez Bécquer: 1805-1841)も風俗画家として知られる。甥に画家になったバレリアーノ・ベッケル(1833-1870)や高名な文学者になったグスタボ・アドルフォ・ベッケル(1836-1870)がいて、兄が比較的若くして亡くなった後、甥たちの後見人を務めた。
兄と同じようにセビリアの美術学校で学び、スペイン女王イサベル2世の命令で行われたセビリアの宮殿の改装の仕事に従事して、宮廷画家の称号を得た。スペイン王族のルイサ・フェルナンダ・デ・ボルボーンやアントワーヌ・ドルレアンの絵画の教師も務めた。セビリアの美術学校で教えるようになり1847年にアカデミーの正会員になった。
セビリアの風俗を描いた風俗画や肖像画を描いた。作品の中にはモロッコとスペインの間で結ばれたワドラス条約の調印の場面を描いた歴史画もある 。作品のいくつかはプラド美術館に収蔵されている。

## 作品

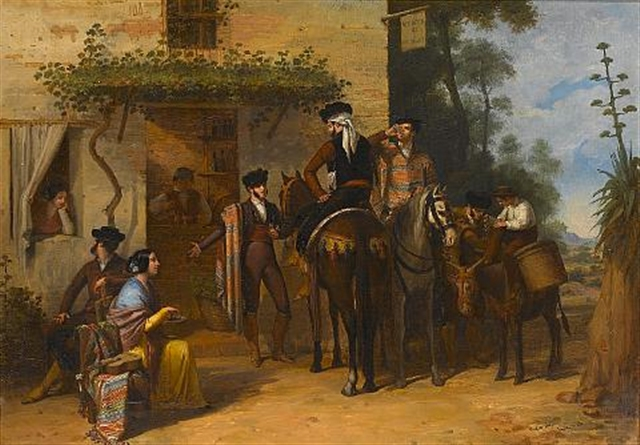
風俗画
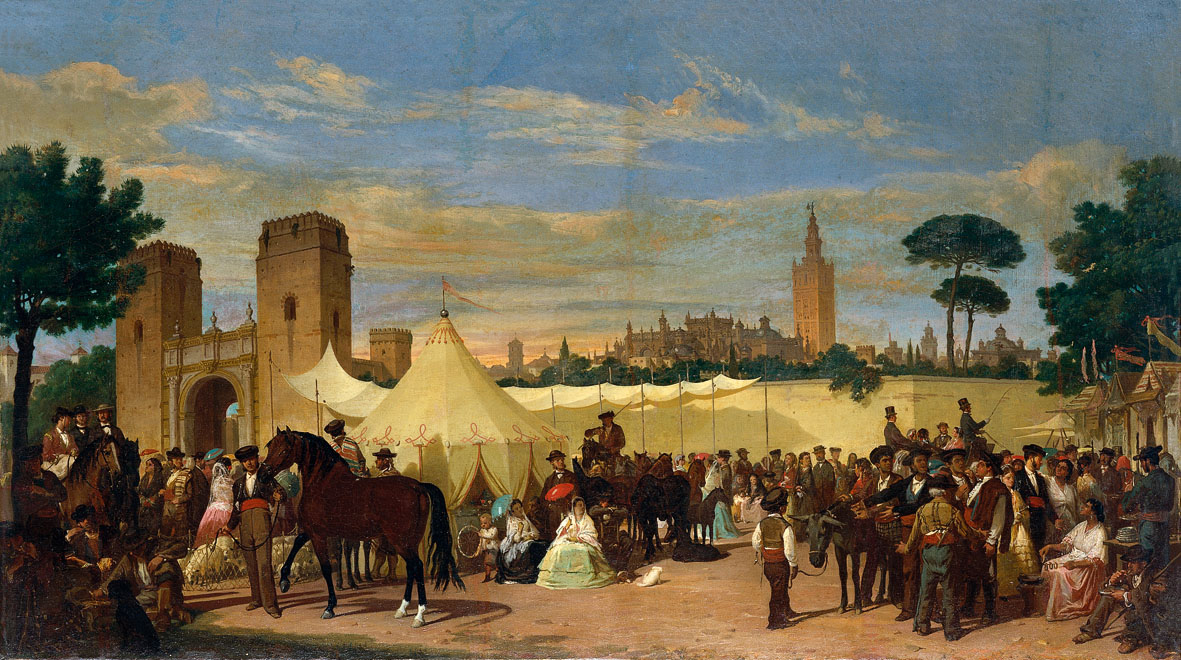
セビリアの祭り
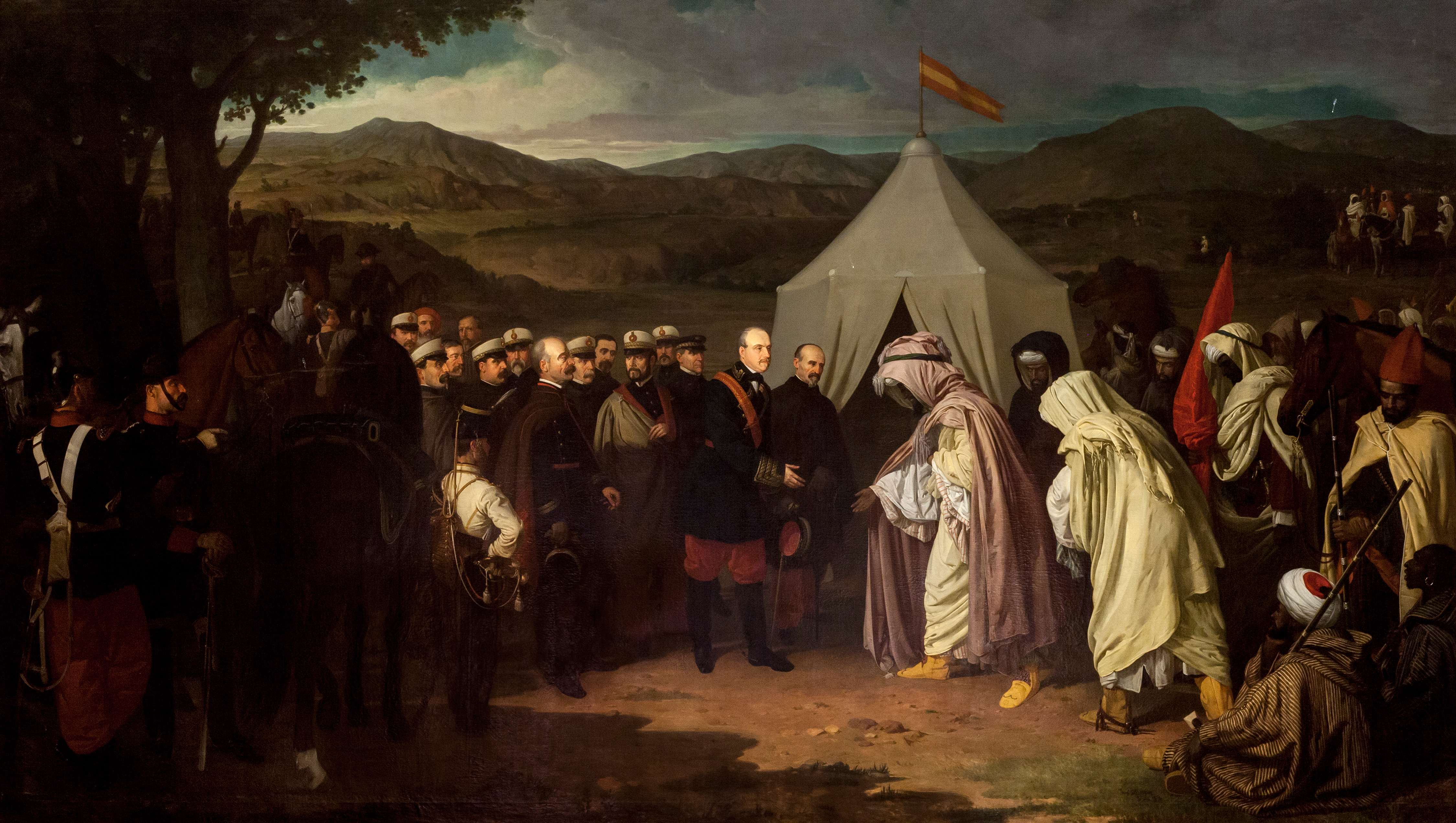
ワドラス条約の署名

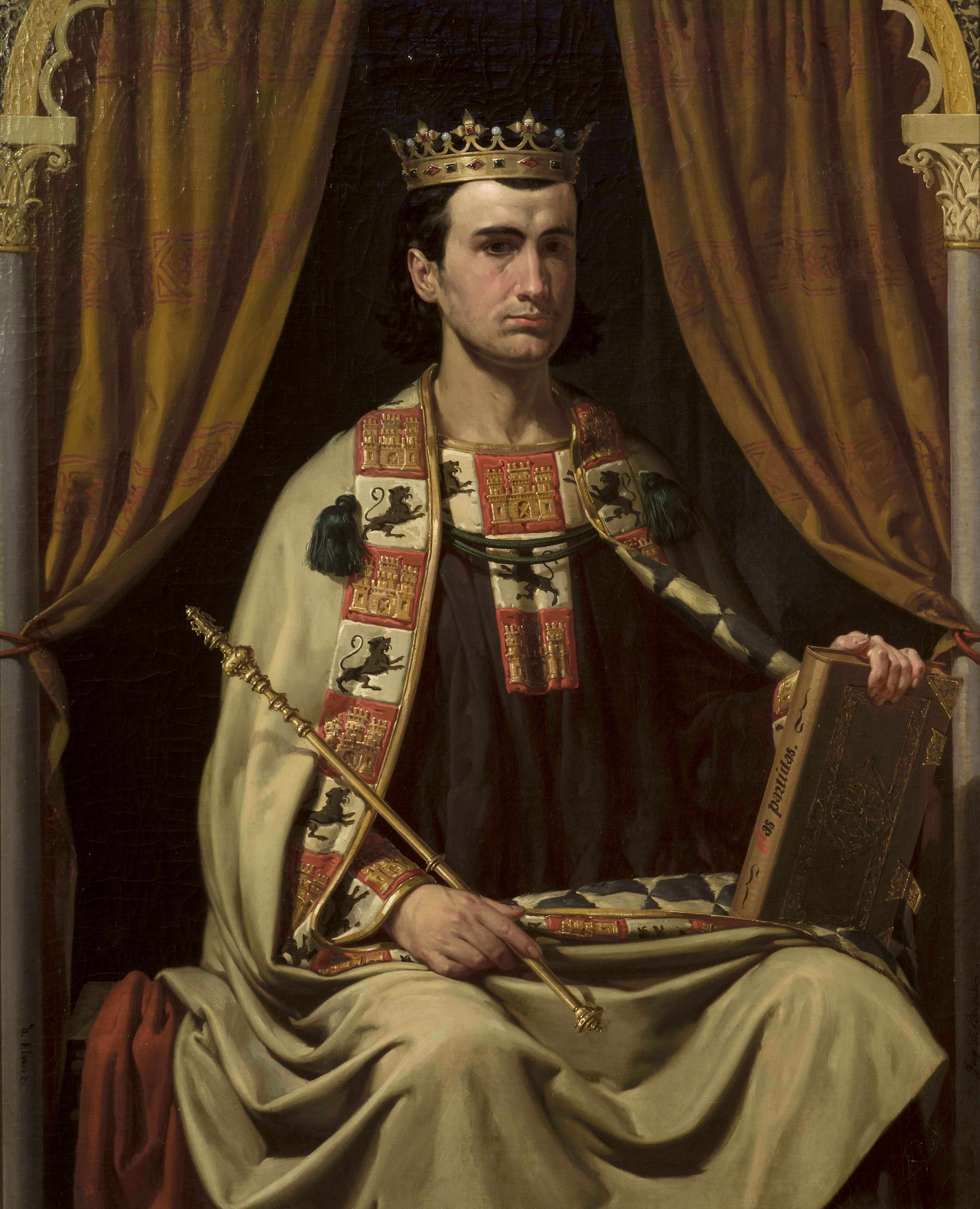
カスティーリャ王アルフォンソ10世
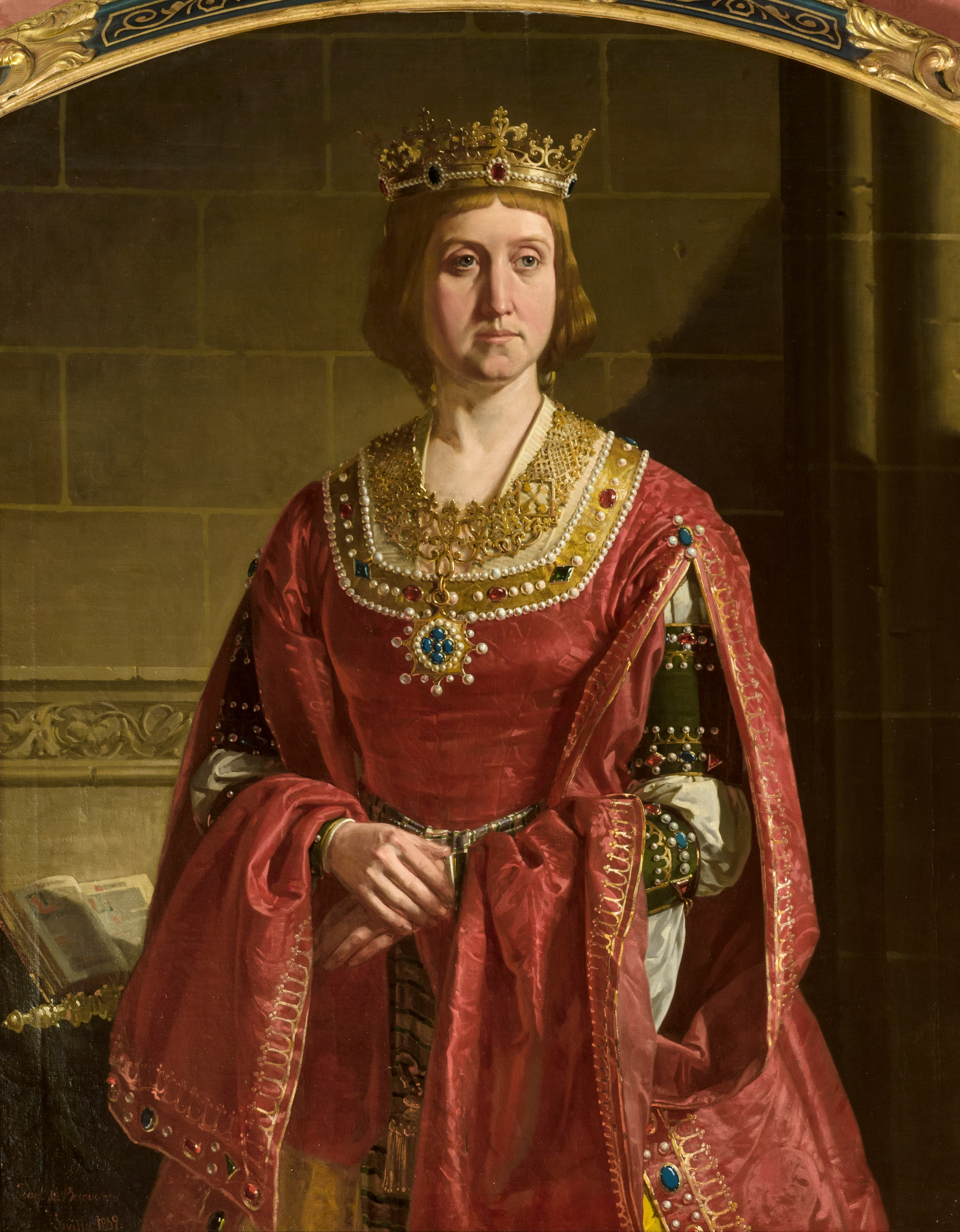
カスティーリャ女王イサベル1世
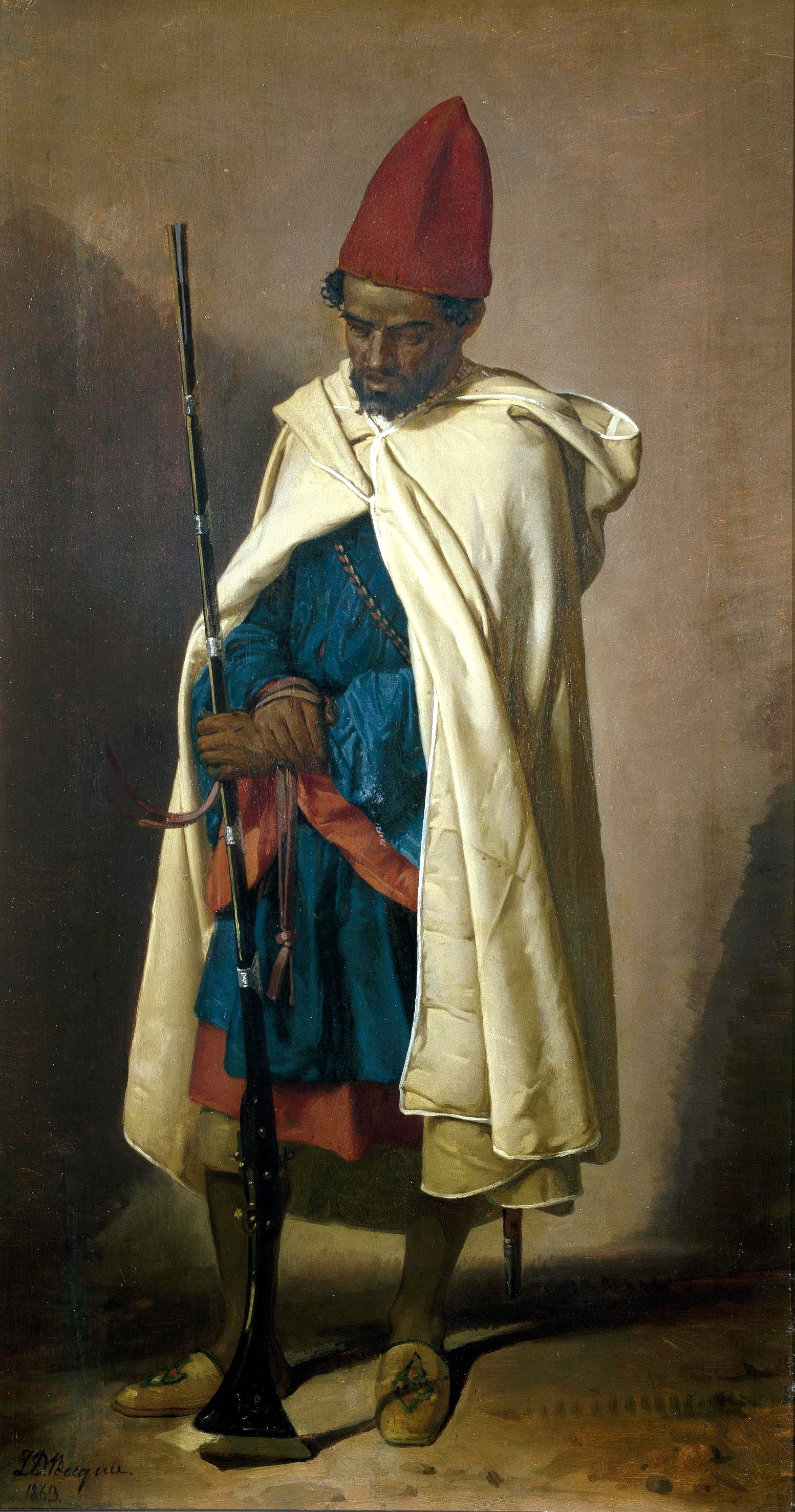
ムーア人
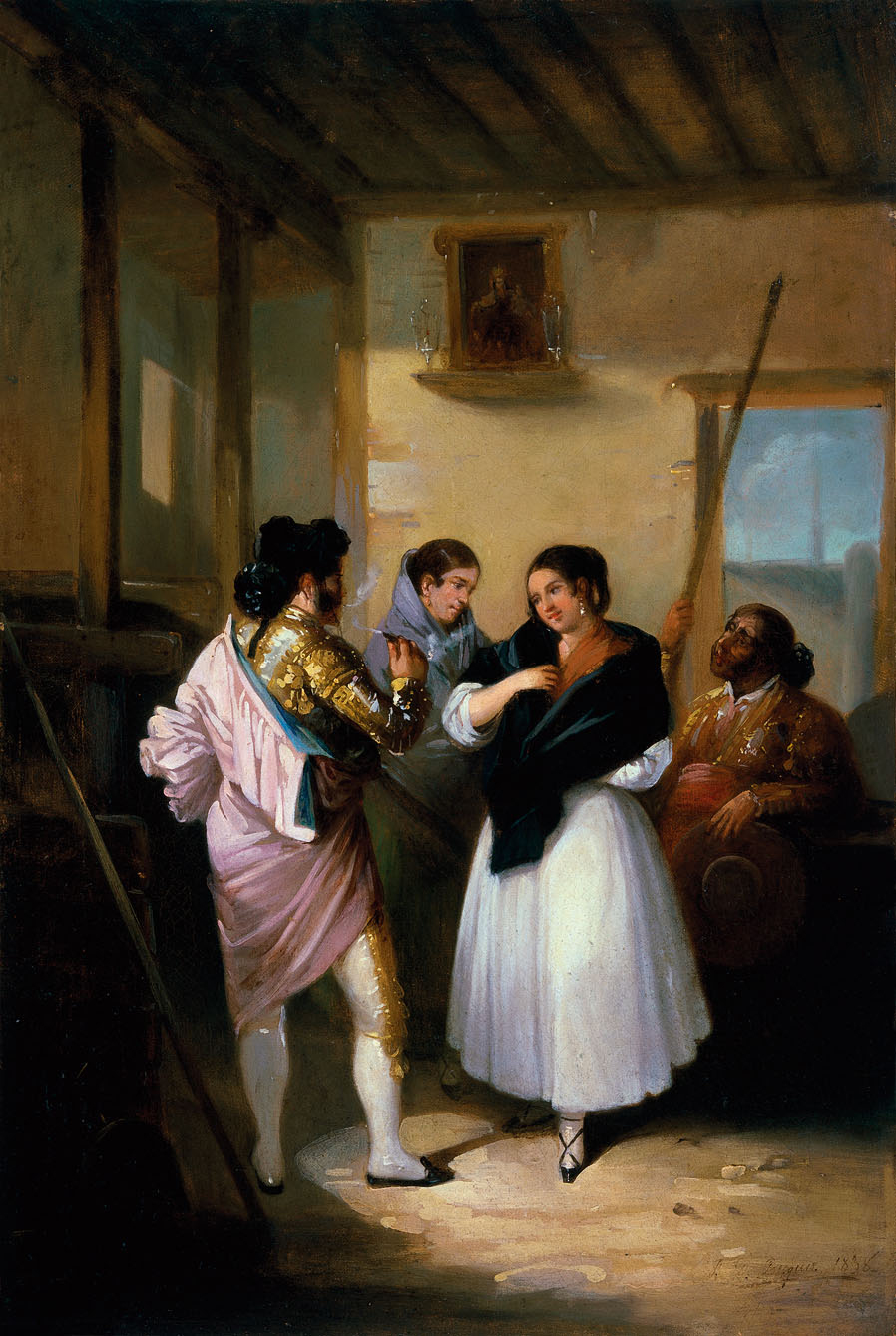
占い師と闘牛士

## 関連文献
- Pinturas y dibujos de la familia Bécquer, exhibition catalog, Seville, Caja de Ahorros Provincial, 1974
- Antonio Reina Palazón, La pintura costumbrista en Sevilla (1830-1870), Seville, Universidad, 1979 ISBN 978-84-7798-330-9